# Castello di Groppo San Pietro
Il castello di Groppo San Pietro è un edificio difensivo situato nell'omonima frazione del comune di Comano, in provincia di Massa-Carrara.

## Storia
I primi documenti legati all'esistenza del castello a Groppo San Pietro risalgono al XII secolo, quando si ha notizia di nobili di questa località alleati ai vescovi di Luni contro i marchesi Malaspina. Nel XIII secolo il castello fa già del Marchesato di Filattiera mentre nel 1275 entra a far parte del Marchesato di Olivola insieme al castello di Bigliolo a quello di Olivola di Panicale, ad Aulla, Terrarossa, Comano, al castello di Pallerone, di Monti e di Anino. Nel 1328 viene distrutto da Castruccio Castracani e quando rientra nelle mani di Spinetta Malaspina questi lo lascia ai nipoti, figli del fratello Isnardo, che andranno governare il marchesato di Verrucola: Groppo San Pietro segue il destino di questo feudo e a metà del XV secolo entra a far parte della Repubblica fiorentina.
In un documento del maggio 1481 redatto a Fivizzano dal locale castellano e diretto al governo fiorentino c'è testimonianza dei gravi danni apportati ai castelli in zona da un terremoto: lunedì a dì 7, a ore 19, venne un tremuoto terribile, lo quale ha fatto rovinare in questo paese [...] la fortezza di groppo S. Piero, tutta fracassata eccetto la torre principale nella quale s'è ridotto il castellano; male in axetto la fortezza di Comano, quella di Saxalbo fracassata in modo che non vi si può abitare.

## Descrizione
Probabilmente questa zona prende il nome da una cappella castrense (non più esistente) dedicata al santo. Del castello, posto sulla cima del colle, un rilievo scosceso battuto da forti venti, oggi restano visibili solo i ruderi di una torre a struttura quadrangolare quasi sul dorso del colle, una cisterna per l'acqua ed il basamento dei muri che cingevano il castello. L'ingresso della torre è una quota rialzata rispetto al terreno e la sua struttura la fa ritenere non posteriore alla metà del XIV secolo. Le caratteristiche costruttive e dimensionali indicano avesse anche una funzione abitativa, cioè residenza dei castellani.